# Konstantinos Akratopoulos
Konstantinos Akratopoulos (em grego:Αριστείδης Ακρατόπουλος:) foi um tenista grego.

## Olimpíadas de 1896
Konstantinos Akratopoulos representou seu país nos Jogos Olímpicos de Verão de 1896, em simples perdendo para Dionysios Kasdaglis. Em duplas atuou ao lado do seu irmão Aristidis Akratopoulos, perdendo na primeira rodada para Friedrich Traun e John Pius Boland, que foram campeões olímpicos.